# Friedrich I. (Nürnberg)
Friedrich III. von Zollern (* um 1139; † 14. Juli 1201) war Graf von Zollern sowie ab etwa 1191 als Friedrich I. von Nürnberg-Zollern Burggraf von Nürnberg. Er war der erste Nürnberger Burggraf, der aus dem Haus Hohenzollern stammte.

## Leben
Friedrich war der dritte bekannte Vertreter mit diesem Namen unter den Grafen von Zollern. Er war der Sohn oder Enkel des um 1142 gefallenen Friedrich II. von Zollern. Nachgewiesen ist Friedrich I. seit 1171 als Parteigänger der Staufer. Von besonderer Bedeutung erwies sich die Heirat Friedrichs (1184), dessen Besitz an der Schwäbischen Alb lag, mit Sophia von Raabs († circa 1218), der Erbtochter der Burggrafschaft Nürnberg. Mit diesem Amt wurde er daher von Heinrich VI. vermutlich noch im Jahre 1191 belehnt, womit er die fränkische Linie seines Hauses begründete. Ab der Mitte des 14. Jahrhunderts bezeichnete sich diese Linie dann als Hohenzollern.

## Nachkommen
Aus der Ehe mit Sophia gingen zwei Söhne und eine Tochter hervor.
- Konrad I. († um 1260/1261), 1218 Burggraf von Nürnberg (Fränkische Linie)
- Friedrich IV. († um 1255), 1200–1218 Burggraf von Nürnberg (Schwäbische Linie)
- Elisabeth († 1255), ⚭ Gebhard III. († 1244), Landgraf von Leuchtenberg